# Орден Зірки Йорданії
Орден Зірки Йорданії (араб. وسام الكوكب الأردني) – державна нагорода Королівства Йорданія, що вручається за військові й цивільні заслуги. 

## Історія
Нагороду було започатковано королем  Абдуллою ібн Хуссейном 22 червня 1949 року на честь свого батька, короля Хіджазу  Хусейна бен Али аль-Хашими. 
23 вересня 1967 року до статуту ордена було внесено зміни й додано ступінь Великої стрічки.
Церемонія нагородження, зазвичай, проводиться в День незалежності Йорданії – 25 травня.

## Ступені
Орден має шість класів:
| Клас                  | Орденський ланцюг | Велика стрічка | Великий офіцер | Командор | Офіцер | Кавалер |
| Орденська планка      |                   |                |                |          |        |         |
| Постномінальні літери |                   | GCSJ           | GOSJ           | CSJ      | OSJ    | KSJ     |

- Ланцюг ордена – вручається членам королівської родини, главам іноземних держав.
- Велика стрічка – вручається дружинам (чоловікам) голів іноземних держав, іноземним принцам і принцесам.

## Інсигнії
Знак ордена — семипроменева зірка, що формується променями різної величини, що згруповані по п’ять, з діамантовим оздобленням. Між групами променів розміщено сім п'ятипроменевих золотих зірок. У центрі зірки – золотий круглий медальйон із написом чорної емалі арабською мовою (الكوكب الأردني) та широким кантом зеленої емалі з написом золотом арабською мовою. Знак за допомогою перехідної ланки у вигляді п'ятипроменевої зірки підвішується до стрічки.
Зірка ордена аналогічна до знака.
Стрічка ордена зелена, з пурпуровими тонкими смугами, що відстають від краю.

## Деякі кавалери ордена
- Беатрікс – королева Нідерландів
- Єлизавета II – королева Великої Британії
- Самір ар-Ріфаї
- Карл Філіп – шведський принц[1]
- Мадлен – шведська принцеса[2]
- Ліліан – шведська принцеса[2]
- Вацлав Гавел – президент Чехії
- Валентина Терешкова